# 凤台南站
凤台南站是京港高速铁路商合段的一座车站，位于中国安徽省淮南市凤台县毛集镇，站房中心里程DK257+890.94，由中国铁路上海局集团淮南西直属站管辖，2019年12月1日启用。

## 车站结构
凤台南站站房面积5000平方米，屋顶钢网架长121.4米，宽45米，重232吨，采用中间低两端高的设计模式，形如凤凰振翅。站场规模为2台4线，设进、出站合设地道一座。车站售票厅不设人工窗口，仅设有自动售票机。候车室进出站混流，中间设有旅客服务台，兼具票务服务功能。
| 站房 | 候车室   | 售票厅、候车厅、检票口、地道        |
| 站台 | 侧式站台 | 侧式站台                            |
| 站台 | 1站台    | 商杭客运专线 往杭州东方向（寿县站） |
| 站台 | 正线     | 商杭客运专线下行列车通过线          |
| 站台 | 正线     | 商杭客运专线上行列车通过线          |
| 站台 | 2站台    | 商杭客运专线 往商丘方向（颍上北站） |
| 站台 | 侧式站台 |                                     |